# گوک‌بز (پوزانتی)
گوک‌بز (به ترکی استانبولی: Gökbez) یک منطقهٔ مسکونی در ترکیه است که در پوزانتی واقع شده‌است.